# IDLE
IDLE (Integrated DeveLopment Environment lub Integrated Development and Learning Environment) – proste zintegrowane środowisko programistyczne (IDE) dla Pythona, dołączane do kanonicznej implementacji tego języka – CPython. Jest napisane całkowicie w Pythonie, przy użyciu biblioteki Tkinter.